# George William Cox
George William Cox, född den 10 januari 1827 i Benares, död den 10 februari 1902 i Walmer, var en engelsk historieskrivare och mytolog.
Cox genomgick skolan i Rugby och tog filosofisk grad i Oxford. Han prästvigdes 1850, var 1861–1885 litterär rådgivare åt förläggarfirman Longmans and Co. och 1881–1897 kyrkoherde i Scrayingham, grevskapet York. Han ärvde 1877 anspråk på baronetvärdighet efter sin farbror. Cox författade bland annat Tales of ancient Greece (1868), The mythology of the aryan nations (2 band, 1870; ny upplaga 1882), i vilket arbete han sammanfattade resultaten av sina forskningar över jämförande mytologi (Cox lade huvudvikten vid folkslagens kosmiska föreställningar), History of Greece (1874), A general history of Greece (2 band, 1876), Introduction to the science of comparative mythology and folklore (1881), A concise history of England and the english people (1887), Life of J. W. Colenso, bishop of Natal (2 band, 1888) och The church of England and the teaching of bishop Colenso (samma år), två försvarsskrifter för Colenso mot beskyllningar för kättersk lära. Cox var även lexikograf och flitig medarbetare i "Edinburgh Review".